# Dryobotodes monochroma
Dryobotodes monochroma is een vlinder uit de familie uilen (Noctuidae). De wetenschappelijke naam is voor het eerst geldig gepubliceerd in 1790 door Esper.
De soort komt voor in Europa.